# Пен, Роже де
Роже де Пен (фр. Roger des Pins, лат. Rogerius Pinaeus, Rogerus de Pinibus; 1294 — 25 мая 1365) — 29-й Магистр Мальтийского ордена (1355—1365), военачальник.

## Биография
Семья, в которой родился Роже де Пен, жила на юге современной Франции и её родословное древо имело несколько ветвей, раскинувшихся в Провансе и Каталонии. На родовом гербе изображена сосна (фр. pin) с шишками, на магистерском щите Роже де Пена — по три шишки; поэтому французская фамилия с несколькими вариантами орфографии фр. des Pins, de Pins, de Pyns, de Piis, de Pys аналогична русской для обозначения рода Сосновых. Из этой семьи также происходил 22/23-й Великий магистр ордена иоаннитов Од де Пен (1294—1296), хотя вполне вероятно, что из другой ветви. Выглядит вполне правдоподобной связь Роже де Пена с Лангедоком, с юго-западной частью современной Франции. С. Паули отметил, что Роже де Пен (или де Пини) родился в Провансе, но знатная его семья происходила из Каталонии.
Некоторое время, будучи старшим лейтенантом ордена, был назначен папой исполняющим обязанности магистра.
Был избран Великим магистром ордена госпитальеров после смерти Пьера де Корнейана в 1355 году. Вскоре после своего избрания провёл реформы уставов, чтобы напомнить рыцарям о тех правилах благотворительности и служения бедным и больным, которые всегда были основополагающими для ордена.
За время своего пребывания в должности Роже де Пен провёл один Генеральный Капитул Мальтийского Ордена, на котором было рассмотрено много важных и полезных инициатив для совершенствования управления Орденом, включая создание института получателей (имущества), которому было поручено генерировать доход в различных монастырях и передать их в Общую казну.
Роже де Пен был мудрым, сострадательным и доброжелательным человеком, говорят, что во время чумы на Родосе и великого голода в Греции он обладал только тем, что ему было необходимо для жизни, а всё остальное раздавал бедным, больным и немощным. Провёл кампанию по закупке зерна и других необходимых для жизни продуктов питания, чтобы помочь пострадавшему населению. За что получил в народе прозвище «Милостливый».